# Pieve di Santa Maria a Carli
La pieve di Santa Maria a Carli è un edificio sacro che si trova nel territorio comunale di Murlo, in località Pieve a Carli.

## Storia e descrizione
Denominata "pieve vecchia" per distinguerla da quella di San Fortunato, mantenne a lungo la devozione dei fedeli per l'immagine della Madonna col Bambino e santi di Andrea di Niccolò. La tavola, menomata dei due santi laterali e della parte inferiore del pannello centrale, è oggi esposta nella chiesa di Vescovado. A testimonianza della grande venerazione di popolo rimane una complessa macchina processionale in legno, intagliata nel Settecento, che conteneva il dipinto nelle sue uscite per le campagne circostanti. L'edificio è preceduto da un atrio a tre arcate in mattoni; l'interno, a pianta unica, conserva i tre altari settecenteschi di stucco bianco, ornati da sculture dell'Arrighetti.